# Elena Blume i Carreras
Elena Blume i Carreras   (Barcelona, 31 de desembre de 1926 - Barcelona, 2 de febrer de 2024) va ser una gimnasta artística catalana, la primera campiona de Catalunya de la història i també campiona d'Espanya.

## Biografia
Sempre va viure al barri del Farró, on el seu pare Armand Blume s'havia instal·lat vingut de Bremen. Començà a practicar gimnàstica artística al Gimnàs Blume, propietat del seu pare i situat al davant de casa seva, al carrer Pàdua. Allà es formaria després el seu germà, Joaquim Blume.
Elena Blume va ser la primera campiona femenina de Catalunya de la història. Guanyà el Campionat de Catalunya quatre anys consecutius, des del 1954 fins al 1957, i acumulà en aquest període tres medalles d’or en salt i tres en asimètriques. També va ser subcampiona d’Espanya el mateix any 1954, en què guanyà la medalla d’or en salt i asimètriques, i la de plata en barra. El 1957 guanyà el Campionat d’Espanya, i s'adjudicà l’or en les proves de salt, terra i barra.
Als 32 anys es retirà de la competició i es dedicà a ser entrenadora, entre d'altres, de la seva filla Anna Elena Sánchez i Blume –anomenada Leni o Analén– i també seleccionadora espanyola femenina. Fou guardonada amb el premi de Forjadors de la Història Esportiva de Catalunya (1995)